# Brooke Adams (worstelaar)
Brooke Nicole Adams (Saint Louis (Missouri), 4 december 1984) is een Amerikaans model, danseres en professioneel worstelaarster die werkzaam is bij Total Nonstop Action Wrestling als Brooke. Ze was ook actief bij World Wrestling Entertainment, van 2006 tot 2007.

## Loopbaan
In 2006 werd Adams voor het eerst betrokken in professioneel worstelen door het uitproberen van de WWE Diva Search, waar ze faalde voor de top 8. Vervolgens probeerde Adams te observeren in de 'opleidingscentrum' Ohio Valley Wrestling van World Wrestling Entertainment (WWE), waar ze met Maryse Ouellet kon opschieten en dat de WWE haar een opleidingscontract aanbood. Ze accepteerde en werd verwezen naar Deep South Wrestling (DSW) om te trainen en ze startte als valet van Daniel Rodimer. Wanneer Rodimer opgeroepen werd voor de WWE-rooster, Adams begon zich te concentreren als een voltijds professioneel worstelaarster. In december 2006 maakte Adams haar ringdebuut en verloor van Angel Williams.
Op 23 januari 2007 debuteerde Adams in de ECW-brand waar ze Kelly Kelly en Layla El vergezelde in 'Extreme Exposé', een wekelijkse danssegment show van ECW. Op 28 mei 2007 maakte Adams haar WWE-ringdebuut in de Raw-brand waar ze samen met andere WWE Divas deelnamen aan een Memorial Day Bikini Beach Blast Battle Royal, die gewonnen werd door Michelle McCool. Wanneer de Florida Championship Wrestling (FCW) geopend werd tijdens de zomer van 2007, Adams werd naar de FCW verwezen om verder te trainen, maar bleef wel actief op ECW voor de 'Extreme Exposé'.
Later nam Adams deel aan het Number-One Contender's Battle Royal op SummerSlam voor Candice Michelles WWE Women's Championship, maar werd vroeg geëlimineerd. Op 1 november 2007 werd Adams vrijgegeven van haar WWE-contract.
Na haar WWE-periode begon Adams opnieuw te werken als model.
Tijdens de editie van TNA Impact! op 29 maart 2010, Adams maakte haar Total Nonstop Action Wrestling (TNA) debuut in een backstage segment onder de naam Miss. Tessmacher, als assistente van Eric Bischoff. De naam Miss. Teschmacher werd verwezen naar Lex Luthors vriendin en assistente in de eerste twee films van Superman. Tessmacher werd dan betrokken in verscheidene verhaallijnen met Kevin Nash, "The Pope" D'Angelo Dinero, The Beautiful People. Op 25 december 2010 liep Tessmacher een gebroken kaak op en werd meerdere maanden inactief. Ze keerde op 21 april 2011 terug en daagde TNA Women's Knockout Champion Mickie James uit voor een titelmatch. Op 5 mei 2011 verloor ze alsnog de titelmatch van James. Op 21 juli 2011 wonnen Tessmacher en haar partner, Tara, het TNA Knockout Tag Team Championship door het duo Rosita en Sarita te verslaan en het was ook Adams (Tessmacher) eerste professionele worsteltitel. Op Slammiversary X versloeg Tessmacher Gail Kim om het TNA Women's Knockout Championship. Op Hardcore moest ze de titel afstaan aan Madison Rayne.

## In het worstelen
- Finishers
  - Tilt-a-whirl DDT (Independent circuit)
  - Victory roll (TNA)
  - Corner springboard bulldog (TNA)
- Signature moves
  - Ass-tastic
- Worstelaars managed
  - Dan Rodimer
  - The Miz
- Entree thema's
  - "Holla" van Desiree Jackson

## Prestaties
- Total Nonstop Action Wrestling
  - TNA Women's Knockout Championship (2 keer)
  - TNA Knockout Tag Team Championship (1 keer met Tara)